# 5-Nitro-2-propoxianilin
Az 5-nitro-2-propoxianilin, más néven  P-4000 vagy  Ultrasüss narancssárga színű szilárd anyag. Vízben nem oldódik. Forró vízben és híg savakban stabil marad.
A cukornál 4000-szer édesebb. Ez az ismert legédesebb anyag. Korábban alkalmazták is mesterséges édesítőszerként, de később betiltották a mérgezés lehetősége miatt. (A nitroaromás vegyületek általában hajlamosak mérgezést okozni.)
Az Egyesült Államokban a hozzáadott vagy érzékelhető mennyiségű 5-nitro-2-propoxianilint tartalmazó élelmiszer egy 1950-es törvény szerint élelmiszer-hamisításnak minősül.

## Fordítás
Ez a szócikk részben vagy egészben  a(z)   5-Nitro-2-propoxyaniline című angol Wikipédia-szócikk fordításán alapul.  Az eredeti cikk szerkesztőit annak laptörténete sorolja fel. Ez a jelzés csupán a megfogalmazás eredetét és a szerzői jogokat jelzi, nem szolgál a cikkben szereplő információk forrásmegjelöléseként.